# Grafschaft Meulan
Die Grafschaft Meulan mit dem Hauptort Meulan, einer strategisch bedeutenden Festung am Unterlauf der Seine, gehörte im 10. Jahrhundert zum Vexin und kam 1081 durch Heirat an die Grafschaft Beaumont-le-Roger. 1199 wurde Meulan vom französischen König Philipp II. August im Zusammenhang mit der Rückeroberung der Normandie aufgrund der Treue, die Graf Robert VI. den Engländern unter König Johann ohne Land entgegenbrachte, durch die Franzosen eingezogen. Die Kapetinger behielten fortan Meulan unter ihrer direkten Kontrolle und setzten lediglich einen machtlosen Vizegrafen ein.
Meulan wurde von Philipp VI. an seinen Halbbruder Ludwig von Évreux gegeben, dann 1364 dessen Enkel, Karl II. dem Bösen, dem König von Navarra, weggenommen. Karls Sohn Karl III. der Edelmütige trat Meulan 1404 endgültig an den König ab.

## Herrschaft Meulan
- Heribert II. von Vermandois († 943)
- Liutgard von Vermandois († nach 977), dessen Tochter, brachte Meulan als Mitgift in ihre Ehe mit Theobald I. von Blois ein

## Grafen von Meulan
- Liégardis, Gräfin von Mantes und Meulan, † 990/991; ⚭ I Raoul II., Graf von Valois, Amiens und Vexin (Erstes Haus Valois); ⚭ II
- Galéran I., aus der Familie der Vizegrafen von Chartres, Graf von Meulan, † vor 985/987
  - Galéran II., dessen Sohn
    - Hugo I., † kurz nach 1005, dessen Sohn, 990/991 Vicomte, 989 Comte de Meulan; ⚭ Oda von Vexin, Tochter des Grafen Walter II. von Vexin, Amiens und Valois
      - Galéran III., † 1069, dessen Sohn, ab 1015 Graf von Meulan
      - Hugo II., genannt Caput Ursae, dessen Bruder, um 1023–1033 Vicomte du Vexin
        - Hugo III., † 1081, Sohn Hugos II., 1056–vor 1081 Graf von Meuland, geht ins Kloster
        - Adeline de Meulan, † 1081, dessen Schwester; ⚭ um 1045 Roger de Beaumont (Roger Barbatus), Herr von Beaumont und Pont-Audemer, † 1094.

### Haus Beaumont
- Robert I. de Beaumont, † 1118, Rogers Sohn, Herr von Beaumont und Pont-Audemer, 1081 Graf von Meulan, 1107 Earl of Leicester; ⚭ Elisabeth von Vermandois, † 1131, Dame d’Elbeuf, Tochter des Grafen Hugo (Kapetinger) und der Adelheid von Vermandois (Karolinger)
  - Galéran IV. (Walram IV.), † 1166, Sohn Roberts I., Graf von Meulan, 1138 Earl of Worcester, Herr von Beaumont und Pont-Audemer; ⚭ Agnes von Montfort, Tochter des Amaury III. von Montfort, Graf von Évreux, und Agnes von Garlande
    - Robert II., † 1204, Sohn Galérans IV., Graf von Meulan, 1204 abgesetzt; ⚭ Mathilde von Cornwall, Tochter des Earl Reinald (Reginald), eines unehelichen Sohnes des englischen Königs Heinrich I.
      - Galéran V. de Beaumont, † 1190/91, Sohn Roberts II., 1183 Graf von Meulan, ⚭ Marguerite de Fougères

### Sonstige Familien
- Olivier le Daim, Graf von Meulan 1474–1483
- Franz Herkules von Frankreich (1555–1584) Herzog von Alençon etc., Graf von Meulan 1582–1584